# فضای مرده (بازی ویدئویی ۲۰۲۳)
فضای مرده (انگلیسی: Dead Space) یک بازی ویدئویی در ژانر علمی-تخیلی ترس و بقا است که توسط موتیو استودیوز توسعه یافته و به‌وسیلهٔ الکترونیک آرتس در ۲۷ ژانویه سال ۲۰۲۳ منتشر شده‌است. این بازی بازسازی شدهٔ از نسخهٔ ۲۰۰۸ فضای مرده می‌باشد که توسط ویسرال گیمز توسعه یافته بود. این بازی برای پلتفرم‌های مایکروسافت ویندوز، پلی‌استیشن ۵، و ایکس‌باکس سری اکس/اس منتشر شد.

## بازاریابی
این بازی در رویداد Play Live EA در ۲۲ ژوئیه ۲۰۲۱ همراه با یک تیزر تریلر با تاریخ انتشار اولیه که هدف انتشار اواخر سال ۲۰۲۲ بود معرفی شد. در ۱۱ مارس ۲۰۲۲ اعلام شد که بازی به اوایل سال ۲۰۲۳ کشیده شده شد. در ۴ اکتبر ۲۰۲۲، تریلر گیم پلی بازی ریمیک فضای مرده منتشر شد که تاریخ انتشار بازی را ۲۷ ژانویه ۲۰۲۳ اعلام کرد.

## موسیقی
موسیقی ریمیک این بازی توسط جیسون گریوز و ترور گورکیس ساخته شده‌است. گریوز قبلاً روی سه‌گانه اصلی بازی کار کرده بود.

## بازخوردها
| گردآورنده | امتیاز                                 |
| --------- | -------------------------------------- |
| متاکریتیک | (PC) 87/100 (PS5) 89/100 (XSXS) 90/100 |

| ناشر                     | امتیاز |
| ------------------------ | ------ |
| دستراکتید                | 8.5/10 |
| گیم اینفورمر             | 9/10   |
| گیم رولیشن               | 8/10   |
| گیم‌اسپات                 | 9/10   |
| گیمز ریدار+              | [ ۸ ]  |
| هاردکور گیمر             | 4.5/5  |
| آی‌جی‌ان                   | 9/10   |
| پی‌سی گیمر (ایالات متحده) | 84/100 |
| پی‌سی‌گیمزان               | 9/10   |
| پوش اسکوئر               | 8/10   |
| شک‌نیوز                   | 9/10   |
| وی‌جی۲۴۷                  | [ ۱۵ ] |

بازسازی این عنوان مورد تحسین منتقدان در سایت متاکریتیک قرار گرفت نسخه پلی استیشن ۵ این عنوان با ۵۶ برسی و نقد امتیاز ۸۹ رو به خودش اختصاص داد.